# Triplectides dawnae
Triplectides dawnae là một loài Trichoptera trong họ Leptoceridae. Chúng phân bố ở miền Australasia.